# سد شهید مدرس
سد شهید مدرس نام یک سد خاکی در روستای مهدی‌آباد، شهرستان خلیل‌آباد استان خراسان رضوی بر روی رودخانه شش‌طراز است.
این رودخانه فصلی در قسمت غربی خلیل‌آباد، دشت آبرفتی منطقه را تغذیه نموده و مابقی آن طی مسافتی طولانی وارد سد شهید مدرس در محل روستای مهدی‌آباد می‌گردد که در اطراف خود منظره‌های طبیعی را به وجود آورده است. حجم مخزن این سد ۲۲٫۶ میلیون متر مکعب می‌باشد.